# أوتو بيك
أوتو بيك Otto Pick (ولد في 22 نوفمبر 1887 في براغ – ومات في 25 مايو 1940 في لندن) كاتب وأديب ومترجم تشيكوسلوفاكي من بوهيميا، كان لغته الأم هي الألمانية أما اللغة التشيكية فكانت لغته الثانية.
كان أبوه تاجرا يهوديا، ونشأ ثنائي اللغة حيث لغته الأم الألمانية والتشيكية هي لغته الثانية. عمل في بداية حياته موظفا في بنك. وبين عامي 1911 و1912 كانت تصدر في براغ مجلة اسمها أوراق هردر Herder-Blätter يصدرها فيلي هاس ونوربرت آيسلر، وقد ساهم في عدديها الأخيرين أوتو بيك ببعض المقالات. وفي تلك الفترة اتصل بدائرة الأصدقاء التي ضمت فرانتس كافكا وماكس برود وفرانتس فرفل. كذلك على صداقة مع الكاتبة إلزه لاسكر شولر.
شارك في الحرب العالمية الأولى في جانب النمسا والمجر. وبعد قيام جمهورية تشيكوسلوفاكيا عمل محررا أدبيا في الصحافة في براغ بين عامي 1921 و 1939. وفي عام 1933 اشترك في تحرير صحيفة أسبوعية هي «العالم في كلمة» Die Welt im Wort. وفي عام 1939 هاجر إلى بريطانيا وظل بها حتى موته في لندن.
يشتمل إنتاجه الأدبي على قصص وقصائد، بجانب لإصداره للمنتخبات الأدبية. وقد نشر معظم أعماله الأدبية في مجلات الحركة التعبيرية. ويكتسب أهمية كبيرة من خلال ترجمته للعديد من الأعمال الأدبية باللغة التشيكية إلى الألمانية والعكس.
من أعماله:
- تجربة صداقة 1912
- الاختبار 1913
- السعادة الصغيرة 1928
- أطفال يلعبون 1928
- حول المسرح الألماني في براغ 1937